# Чемпионат мира по шоссейным велогонкам 2022
95-й чемпионат мира по шоссейному велоспорту проходил в австралийском в городе Вуллонгонге (штат Новый Южный Уэльс) с 18 по 25 сентября 2022 года. Он стал вторым на территории Австралии. 
В рамках чемпионата были проведены шоссейные групповые гонки и индивидуальные гонки на время с раздельного старта среди мужской и женской элиты, гонщиков до 23 лет (U23) и юниоров (U19), а также эстафетная смешанная командная гонка на время.

## Детали
В феврале 2022 года UCI объявил, что в программу чемпионат впервые будут добавлены групповая и индивидуальная гонка среди женщин до 23 лет. Титулы будут разыгрываться в рамках женских гонок среди элиты, а с 2025 года начнут проводиться отдельными гонки.
Список участников был опубликованный 13 сентября и включал 905 гонщиков из 82 федераций — членов UCI. К ним добавилась команда World Cycling Centre, которая принимала участие в смешанной эстафете. Ещё в смешанную эстафете в порядке исключения были приглашены команды Новой Каледонии и Таити. Хотя их ассоциации являются ассоциированными членами Конфедерации велоспорта Океании, они зависят от федерации велоспорта Франции и, следовательно, не имеют прямого отношения к UCI, поэтому их спортсмены обычно должны выступать в составе национальной сборной Франции. Кроме того, впервые на чемпионате мира приняли участие Самоа, Бангладеш, Доминика, Объединённые Арабские Эмираты и Ватикан.
Из-за высокой стоимости проезда, которая выросла из-за пандемии COVID-19 и проживание в далекой Австралии отказалась от участия Ирландия, а Новая Зеландия отправила значительно сокращённую команду, лучшие велогонщики которой в основном базировались в Европе. Ряд профессиональных команд, ведших борьбу за лицензии UCI WorldTeam которые должны были быть розданы по итогам сезона согласно мировому рейтингу, отказались отпускать своих некоторых гонщиков.

## Маршрут
В марте 2022 года были объявлены маршруты гонок.
Старт мужской и женской групповой гонки среди элиты располагался в городе Хеленсбург, примерно в 30 км к северу от Вуллонгонга. После старта сначала нужно было преодолеть примерно 25-километровый отрезок вдоль побережья Тихого океана до Вуллонгонга. Затем следовала 34-километровая петля с подъёмом на гору Маунт-Кейра (длина 8,7 км со средним градиентом 5% и максимальным 15%). После этого предстояло преодолеть основной круг гонки расположенный внутри Вуллонгонга несколько раз. Протяжённость круга составляла 17,7 км. Он включал подъём на гору Маунт-Плезант (длина 1,1 км со средним градиентом 7,7% и максимальным 14%) и 33 поворота, суммарный набор высоты на круге составлял более 220 м. Групповые гонки среди среди мужчин до 23 лет, юниоров и юниорок проходили только на городском круге в Вуллонгонге проходившийся разно количество раз.
Во всех индивидуальных гонках использовался круг аналогичный городскому кругу групповой гонки в Вуллонгонге, но без подъёма на Маунт-Плезант который преодолевали 1 или 2 раза. Он представлял собой круг протяжённостью 17,1 км, включал 24 поворота, примерно на его середине располагался небольшой подъём подъёма Маунт-Оусли, а заключительная часть дистанции была проложена вдоль побережья Тасманова моря, суммарный набор высоты на круге составлял 312 м.

## Программа чемпионата
Время местное (UTC+10:00 или AEST).
| Дата                      | Время                | Время                | Дисциплина           | Маршрут                 | Дистанция            | Круги                |
| Индивидуальные гонки      | Индивидуальные гонки | Индивидуальные гонки | Индивидуальные гонки | Индивидуальные гонки    | Индивидуальные гонки | Индивидуальные гонки |
| ------------------------- | -------------------- | -------------------- | -------------------- | ----------------------- | -------------------- | -------------------- |
| 18 сентября               | 09:35                | 12:30                | Женщины              | Вуллонгонг — Вуллонгонг | 34,2 км              | N/A                  |
| 18 сентября               | 09:35                | 12:30                | Женщины U23          | Вуллонгонг — Вуллонгонг | 34,2 км              | N/A                  |
| 18 сентября               | 13:30                | 17:00                | Мужчины              | Вуллонгонг — Вуллонгонг | 34,2 км              | N/A                  |
| 19 сентября               | 13:20                | 17:00                | Мужчины U23          | Вуллонгонг — Вуллонгонг | 28,8 км              | N/A                  |
| 20 сентября               | 09:30                | 11:06                | Юниорки              | Вуллонгонг — Вуллонгонг | 14,1 км              | N/A                  |
| 20 сентября               | 13:20                | 17:01                | Юниоры               | Вуллонгонг — Вуллонгонг | 28,8 км              | N/A                  |
| Смешанная командная гонка |                      |                      |                      |                         |                      |                      |
| 21 сентября               | 14:20                | 17:03                | Смешанная эстафета   | Вуллонгонг — Вуллонгонг | 28,8 км              | N/A                  |
| Групповые гонки           |                      |                      |                      |                         |                      |                      |
| 23 сентября               | 08:30                | 12:00                | Юниоры               | Вуллонгонг — Вуллонгонг | 135.6 км             | 8 WCC                |
| 23 сентября               | 13:00                | 17:16                | Мужчины U23          | Вуллонгонг — Вуллонгонг | 169.8 км             | 10 WCC               |
| 24 сентября               | 08:00                | 09:53                | Юниорки              | Вуллонгонг — Вуллонгонг | 67.2 км              | 4 WCC                |
| 24 сентября               | 11:55                | 17:00                | Женщины              | Хеленсбург — Вуллонгонг | 164,3 км             | 1 MKL + 6 WCC        |
| 24 сентября               | 11:55                | 17:00                | Женщины U23          | Хеленсбург — Вуллонгонг | 164,3 км             |                      |
| 25 сентября               | 10:00                | 16:51                | Мужчины              | Хеленсбург — Вуллонгонг | 266.9 км             | 1 MKL + 12 WCC       |

## Результаты
| Велогонка            | Золото                                                                          | Серебро                                                                                         | Бронза                                                                           |
| -------------------- | ------------------------------------------------------------------------------- | ----------------------------------------------------------------------------------------------- | -------------------------------------------------------------------------------- |
| Командная гонка      |                                                                                 |                                                                                                 |                                                                                  |
| Смешанная эстафета   | Швейцария                                                                       | Италия                                                                                          | Австралия                                                                        |
| Смешанная эстафета   | Элис Чаббей Николь Коллер Марлен Рёссер Стефан Биссеггер Штефан Кюнг Мауро Шмид | Елена Чеккини Виттория Гуаццини Элиза Лонго Боргини Эдоардо Аффини Филиппо Ганна Маттео Собреро | Джорджия Бейкер Александра Мэнли Сара Рой Люк Дарбридж Майкл Мэттьюс Лукас Плапп |
| Мужская элита        |                                                                                 |                                                                                                 |                                                                                  |
| Групповая гонка      | Ремко Эвенепул · Бельгия                                                        | Кристоф Лапорт · Франция                                                                        | Майкл Мэттьюс · Австралия                                                        |
| Индивидуальная гонка | Тобиас Фосс · Норвегия                                                          | Штефан Кюнг · Швейцария                                                                         | Ремко Эвенепул · Бельгия                                                         |
| Женская элита        |                                                                                 |                                                                                                 |                                                                                  |
| Групповая гонка      | Аннемик Ван Влёйтен · Нидерланды                                                | Лотте Копеки · Бельгия                                                                          | Сильвия Персико · Италия                                                         |
| Индивидуальная гонка | Эллен Ван Дейк · Нидерланды                                                     | Грейс Браун · Австралия                                                                         | Марлен Рёссер · Швейцария                                                        |
| Мужчины U23          |                                                                                 |                                                                                                 |                                                                                  |
| Групповая гонка      | Евгений Фёдоров · Казахстан                                                     | Матиас Вацек · Чехия                                                                            | Сорен Вэреншолд · Норвегия                                                       |
| Индивидуальная гонка | Сорен Вэреншолд · Норвегия                                                      | Алек Сегерт · Бельгия                                                                           | Лео Хэйтер · Великобритания                                                      |
| Женщины U23          |                                                                                 |                                                                                                 |                                                                                  |
| Групповая гонка      | Ниам Фишер-Блэк · Новая Зеландия                                                | Пфейффер Джорджи · Великобритания                                                               | Рикарда Бауернфейнд · Германия                                                   |
| Индивидуальная гонка | Виттория Гуаццини · Италия                                                      | Ширин ван Анрой · Нидерланды                                                                    | Рикарда Бауернфейнд · Германия                                                   |
| Юниоры               |                                                                                 |                                                                                                 |                                                                                  |
| Групповая гонка      | Эмиль Херцог · Германия                                                         | Антонио Моргадо · Португалия                                                                    | Влад Ван Мехелен · Бельгия                                                       |
| Индивидуальная гонка | Джошуа Тарлинг · Великобритания                                                 | Хэмиш Маккензи · Австралия                                                                      | Эмиль Херцог · Германия                                                          |
| Юниорки              |                                                                                 |                                                                                                 |                                                                                  |
| Групповая гонка      | Зои Бяcкстедт · Великобритания                                                  | Эглантин Райе · Франция                                                                         | Нинке Винке · Нидерланды                                                         |
| Индивидуальная гонка | Зои Бяcкстедт · Великобритания                                                  | Юстина Чапла · Германия                                                                         | Фебе Жорж · Бельгия                                                              |

## Медальный зачёт
*   Принимающая страна (Австралия)
| Место           | Страна          | Золото | Серебро | Бронза | Всего |
| --------------- | --------------- | ------ | ------- | ------ | ----- |
| 1               | Великобритания  | 3      | 1       | 1      | 5     |
| 2               | Нидерланды      | 2      | 1       | 1      | 4     |
| 3               | Норвегия        | 2      | 0       | 1      | 3     |
| 4               | Бельгия         | 1      | 2       | 3      | 6     |
| 5               | Германия        | 1      | 1       | 3      | 5     |
| 6               | Италия          | 1      | 1       | 1      | 3     |
| 6               | Швейцария       | 1      | 1       | 1      | 3     |
| 8               | Казахстан       | 1      | 0       | 0      | 1     |
| 8               | Новая Зеландия  | 1      | 0       | 0      | 1     |
| 10              | Австралия*      | 0      | 2       | 2      | 4     |
| 11              | Франция         | 0      | 2       | 0      | 2     |
| 12              | Португалия      | 0      | 1       | 0      | 1     |
| 12              | Чехия           | 0      | 1       | 0      | 1     |
| Всего стран: 13 | Всего стран: 13 | 13     | 13      | 13     | 39    |